# Knattspyrnufélagið Valur
Knattspyrnufélagið Valur (Em inglês: Valur Football Club) é um clube esportivo islandês com sede em Reykjavík, Islândia. O clube possui equipes em vários esportes, dentre eles Handebol, Basquetebol e Futebol. O Valur manda seus jogos no Estádio Vodafonevöllurinn, com capacidade para 3000 pessoas.

## Títulos da equipe
Futebol Masculino
- Úrvalsdeild: 22[2]
  - 1930, 1933, 1935, 1936, 1937, 1938, 1940, 1942, 1943, 1944, 1945, 1956, 1966, 1967, 1976, 1978, 1980, 1985, 1987, 2007, 2017, 2018
- Copa da  Islândia: 11
  - 1965, 1974, 1976, 1977, 1988, 1990, 1991, 1992, 2005, 2015, 2016
- Copa da Liga da Islândia: 3
  - 2008, 2011, 2018
- Super Copa da Islândia: 11
  - 1977, 1979, 1988, 1991, 1992, 1993, 2006, 2008, 2016, 2017, 2018

Futebol Feminino
- Campeonato  Islandês  de Futebol Feminino: 10[3]
  - 1978, 1986, 1988, 1989, 2004, 2006, 2007, 2008, 2009, 2010
- Copa Islandesa de Futebol Feminino: 13
  - 1984, 1985, 1986, 1987, 1988, 1990, 1995, 2001, 2003, 2006, 2009, 2010, 2011

Handebol Masculino
- Campeão Nacional: 21[2]
  - 1940, 1941, 1942, 1944, 1947, 1948, 1951, 1955, 1973, 1977, 1978, 1979, 1988, 1989, 1991, 1993, 1994, 1995, 1996, 1998, 2007
- Campeão da Copa Nacional: 8
  - 1974, 1988, 1990, 1993, 1998, 2008, 2009, 2011
- Campeão da Super: 1 copa da Islandia
  - 2009

Handebol Feminino
- Campeão Nacional: 13[2]
  - 1962, 1964, 1965, 1966, 1967, 1968, 1969, 1971, 1972, 1973, 1974, 1983, 2010, 2011, 2012
- Campeão da Copa Nacional: 4
  - 1988, 1993, 2000, 2012, 2013

Basquetebol Masculino
- Campeão Nacional: 2[2]
  - 1980, 1983
- Campeão da Copa Nacional: 3
  - 1980, 1981, 1983